# Tremplin des Bas-Rupts
Le tremplin des Bas-Rupts est un tremplin de saut à ski français, situé à Gérardmer dans les Vosges.

## Histoire
Gérardmer a une tradition importante du saut à ski : plusieurs tremplins y ont été construits dès le début du vingtième siècle, dont celui de la Grange Paveleuse, en 1915, ainsi que celui du Biasot. Le petit tremplin de la Mauselaine (K-15) a été construit en 2005.
En 2009 est décidée, pour un budget de 1,2 million d'euros, la construction du tremplin des Bas-Rupts. De taille moyenne (K 65), il sera également utilisé en été. Il est inauguré en 2010.
Il a notamment été utilisé lors des Jeux nordiques de l'OPA 2014.